# اچ‌ام‌اس پایک (۱۸۰۴)
اچ‌ام‌اس پایک (۱۸۰۴) (به انگلیسی: HMS Pike (1804)) یک کشتی بود که طول آن ۵۵ فوت ۲ اینچ (۱۶٫۸ متر) بود. این کشتی در سال ۱۸۰۴ ساخته شد.